# Bretó
Bretó ist ein nordwestspanischer Ort und eine Gemeinde (municipio) mit nur noch 166 Einwohnern (Stand: 2024) im Süden der Provinz Zamora in der Autonomen Gemeinschaft Kastilien-León. 

## Lage und Klima
Bretó liegt am westlichen Rand der Kastilischen Hochebene (Meseta Iberica) in einer Höhe von ca. 705 m am Río Esla, der die Gemeinde im Nordwesten begrenzt. Durch die Gemeinde führt die Autovía A-66. Die Provinzhauptstadt Zamora ist gut 41 Kilometer (Fahrtstrecke) in südlicher Richtung entfernt. 
Das gemäßigte Kontinentalklima wird nur selten vom Atlantik beeinflusst.

## Bevölkerungsentwicklung
| Jahr      | 1970 | 1981 | 1991 | 2001 | 2011 | 2021 |
| Einwohner | 488  | 342  | 305  | 242  | 199  | 160  |

## Sehenswürdigkeiten

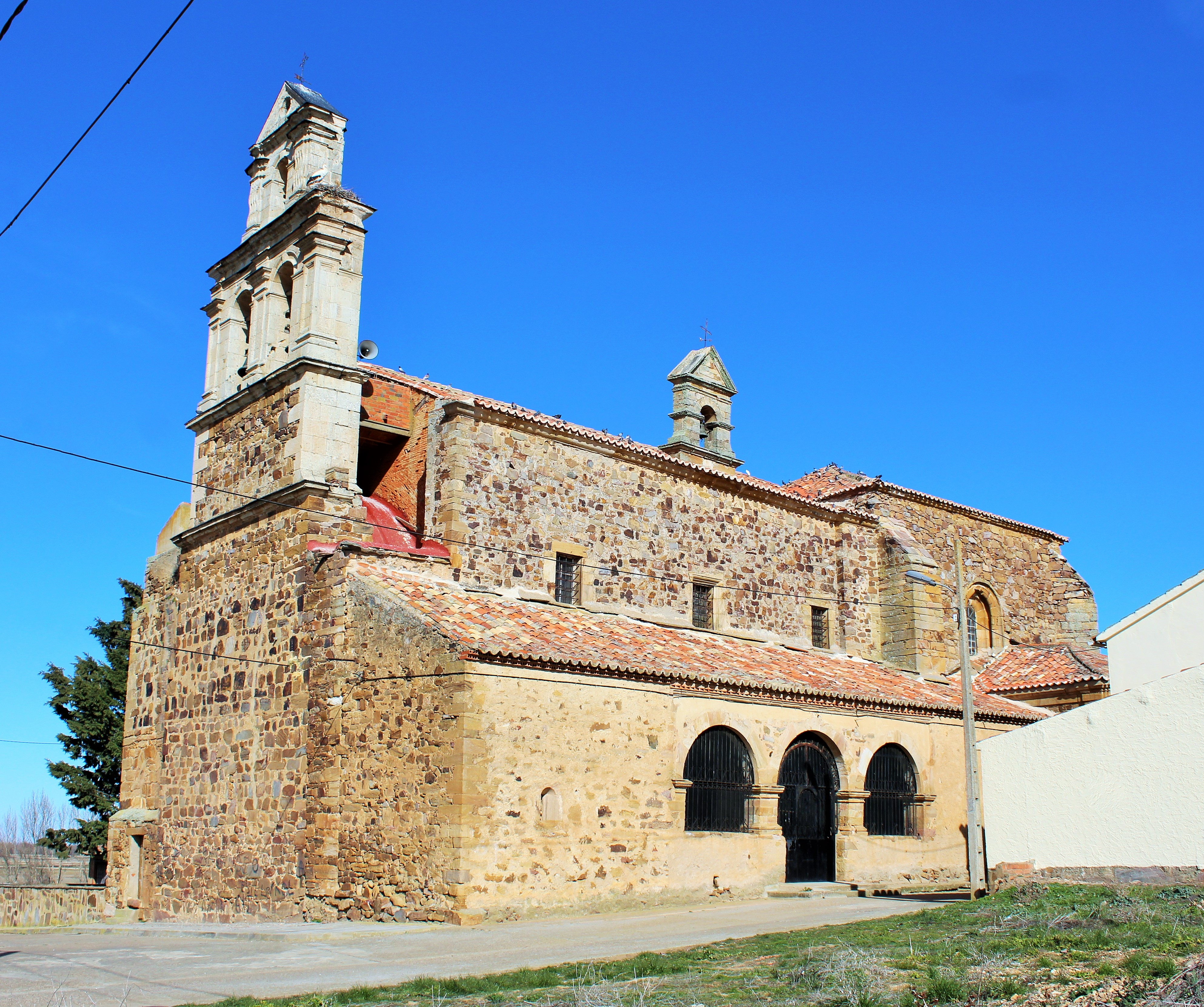
Kirche Mariä Himmelfahrt
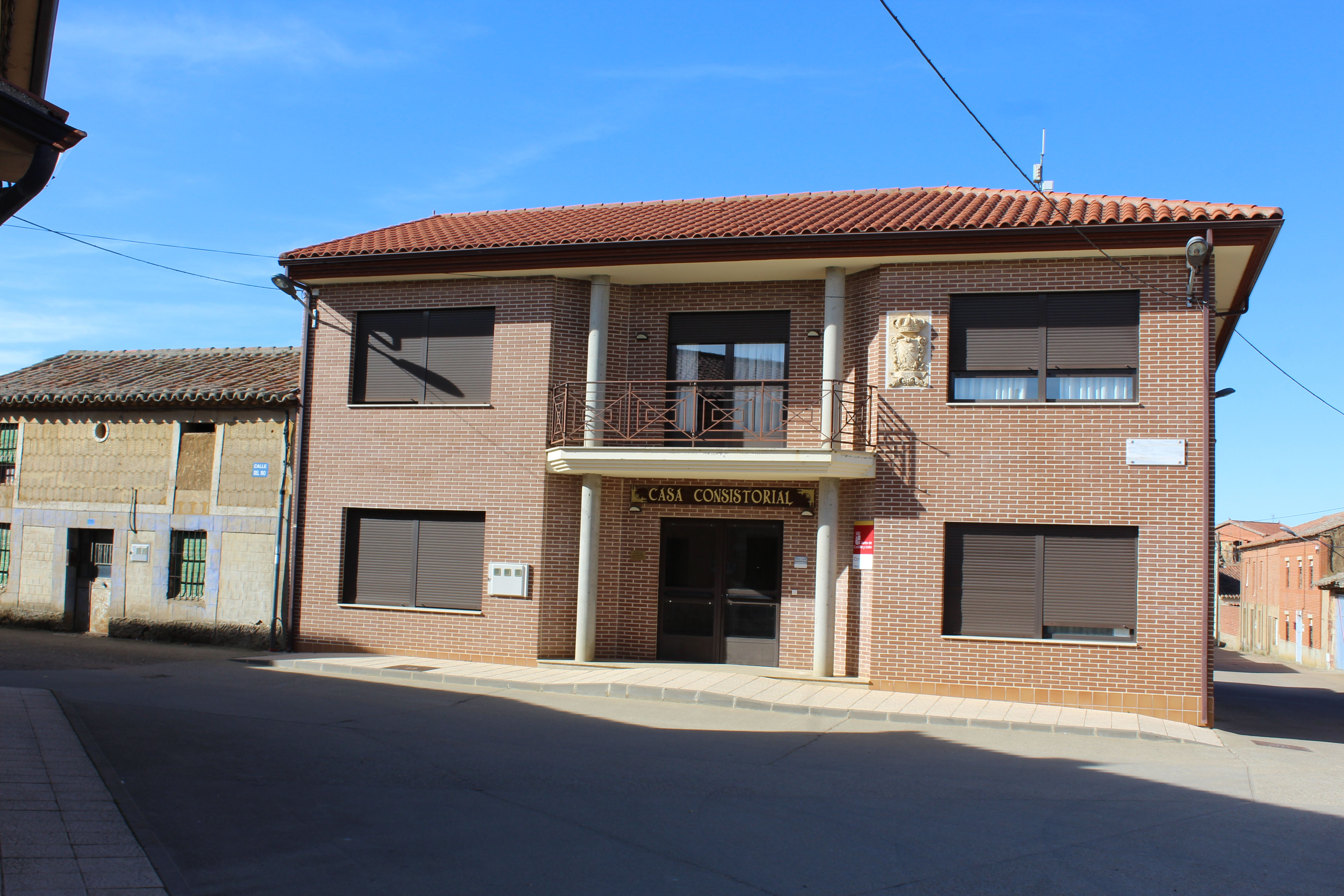
Rathaus

- Kirche Mariä Himmelfahrt
- Rathaus